# Choroby opłucnej
Choroby opłucnej – termin medyczny obejmujący wszystkie choroby ściśle związane z opłucną.
Szacuje się, że około 10% pacjentów oddziałów internistycznych ma stwierdzone zmiany w opłucnej. W połowie przypadków jest to płyn przesiękowy, najczęściej w przebiegu niewydolności krążenia, ewentualnie przy hipoalbuminemii w przebiegu marskości wątroby lub zespołu nerczycowego. Pozostała część zmian w opłucnej to płyn wysiękowy spowodowany odczynem opłucnej w przebiegu zapalenia płuc albo wysięku z nowotworu rozprzestrzeniającego się na opłucną. Możliwy jest również wysięk w gruźliczym zapaleniu opłucnej. Rzadziej powodem są inne schorzenia typu chorób toczących się w jamie brzusznej, zakażeń wirusowych, chorób kolagenowych, mocznicy, zawału serca, zatoru płuc i innych.
Odczyn opłucnowy bez płynu w opłucnej nazywa się suchym zapaleniem opłucnej.
Do chorób opłucnej należą:
- wysiękowe zapalenie opłucnej
- ropniak opłucnej
- odma samoistna opłucnej
- odma urazowa opłucnej
- zwłóknienie klatki piersiowej
- międzybłoniak opłucnej
- przerzuty nowotworowe do opłucnej